# ジョナサン・シュワルツ

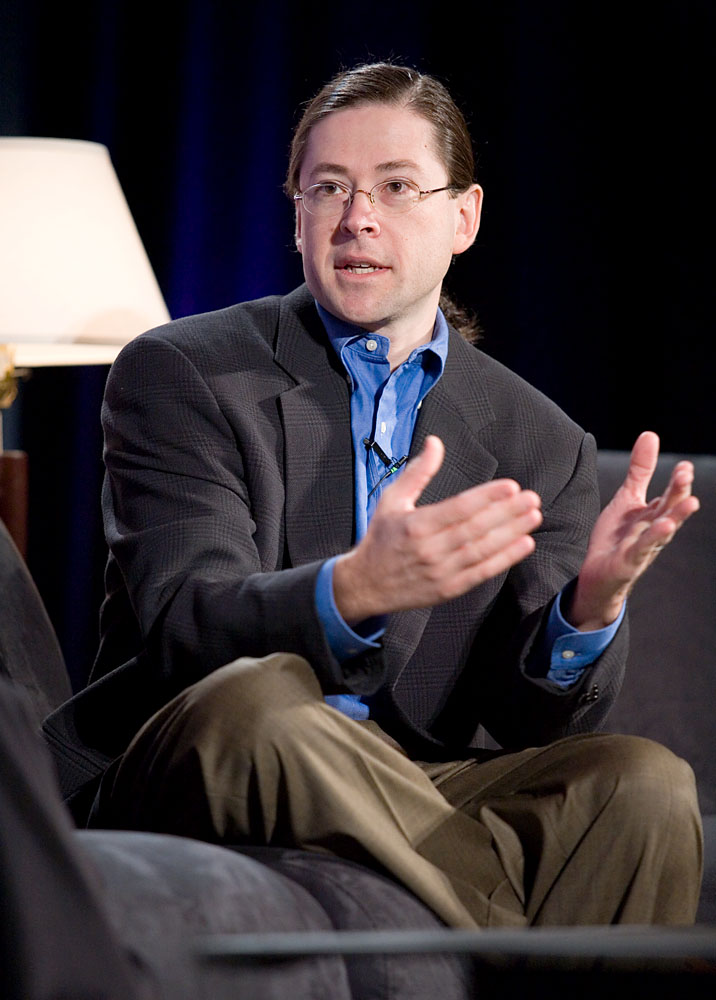
Web 2.0 Conference での講演

ジョナサン・シュワルツ（Jonathan Ian Schwartz, 1965年10月20日 - ）は、元サン・マイクロシステムズ社長兼 CEO。
1983年から1年間カーネギーメロン大学に通学し、後にウェズリアン大学に転学して経済学と数学を学ぶ。1987年にニューヨークのマッキンゼー・アンド・カンパニーに就職。1989年に退職し、メリーランド州チェビーチェースに引っ越してNeXT向けソフトの開発会社ライトハウスデザイン社を共同設立。1990年代初期に同社はカリフォルニア州サンマテオに移転し、シュワルツは最終的に同社の CEO にまで昇進した。
1996年にライトハウスデザイン社はサン・マイクロシステムズ社に買収され、シュワルツは1997年に JavaSoft の製品マーケティングディレクターに就任。ソフトウェア担当執行副社長、コーポレート戦略およびプランニング担当上級副社長など5部門の副社長を経て、2004年には社長兼 COO に昇進。2006年4月24日、スコット・マクネリに代わってサン・マイクロシステムズ社の3代目 CEO となった。2010年2月4日、この日限りでサンを退社することをTwitterにて発表した。
2010年9月、Picture of Health（2014年現在はCareZoneに改名）という名の会社を設立し、CEOに就任した。